# Tecnologia Li-Fi

### Què és la tecnologia Li-Fi?
La tecnologia Li-Fi (Light Fidelity) és un sistema de comunicació sense fils que utilitza llum visible per transmetre dades. A diferència del Wi-Fi, que fa servir ones de ràdio per a la transmissió d'informació, Li-Fi aprofita l'espectre de la llum visible, ultraviolet i infraroig per enviar senyals. La comunicació es realitza mitjançant làmpades LED que emeten llum modulada de manera extremadament ràpida, de manera que l'ull humà no pot percebre canvis en la intensitat de la llum. Aquests senyals es capturen mitjançant un receptor fotodíode que converteix la llum en senyals electrònics, que després són interpretats per dispositius com ordinadors, telèfons mòbils i altres dispositius electrònics.

### En què s'implementa la tecnologia Li-Fi?
Li-Fi s'està implementant en diverses aplicacions on les xarxes tradicionals de Wi-Fi no poden ser eficients o on es volen evitar interferències electromagnètiques. Algunes de les implementacions més destacades són:
1. Ambients d'alta seguretat: La tecnologia Li-Fi pot ser utilitzada en llocs com hospitals, aeroports i centrals nuclears on les ones de ràdio podrien interferir amb dispositius crítics. La llum visible, per ser més controlada, no té la mateixa capacitat de traspassar parets o obstacles, fet que afavoreix la seguretat de les comunicacions.
2. Interior d'edificis i transport: En entorns com avions, trens i oficines, Li-Fi ofereix una connexió a internet més ràpida i fiable sense interferir amb altres dispositius electrònics, a més de ser una solució més ecològica ja que utilitza llums LED amb un consum energètic reduït.
3. Internet de les coses (IoT): Li-Fi es pot integrar amb sistemes IoT per connectar dispositius d'una manera més eficient, especialment en ambients on la densitat de dispositius és molt alta.
4. Entorns educatius i empresarials: Gràcies a la seva alta capacitat de transmissió, Li-Fi pot ser utilitzat en aules i espais de treball amb alta demanda de connexió a internet.

A mesura que la tecnologia continua evolucionant, s'espera que Li-Fi tingui un paper cada cop més important en la connexió a internet, especialment en entorns tancats i controlats on la seguretat i la velocitat de transmissió siguin crucials.

### Història del descobriment de la tecnologia Li-Fi
La tecnologia Li-Fi va ser proposada per primera vegada pel professor Harald Haas, de la Universitat d'Edimburg (Regne Unit), durant una conferència a la TED Global l'any 2011. En la seva presentació, Haas va mostrar com la llum visible podia ser utilitzada per transmetre dades a alta velocitat, de la mateixa manera que el Wi-Fi fa servir les ones de ràdio. Va ser en aquest moment quan el concepte de "Light Fidelity" (Li-Fi) va ser introduït per primera vegada al públic.
Tot i que la idea de transmetre dades a través de la llum no és nova, Haas va aconseguir demostrar de manera efectiva la viabilitat d'aquesta tecnologia utilitzant LEDs (díodes emissors de llum) per enviar senyals digitals a alta velocitat, permetent així una connexió a internet sense fils basada en la llum visible.
Després de la seva presentació en 2011, Haas i el seu equip van continuar investigant i desenvolupant la tecnologia, creant una empresa anomenada pureLiFi el 2012, amb l'objectiu de portar aquesta innovació al mercat. El 2013, pureLiFi va ser la primera empresa a presentar un dispositiu comercial basat en Li-Fi que permetia la transmissió de dades a través de làmpades LED.
El desenvolupament de Li-Fi ha estat una col·laboració entre acadèmics, enginyers i empreses tecnològiques. A mesura que la demanda de connexions sense fils més ràpides i segures ha crescut, el potencial de Li-Fi ha captat l'interès de diverses indústries, incloent-hi el sector de la salut, el transport i les infraestructures d'Internet.
Principals fites en la història de Li-Fi:
- 2011: Harald Haas presenta la idea de Li-Fi a la conferència TED Global.
- 2012: Creació de pureLiFi, l'empresa fundada per Harald Haas per comercialitzar la tecnologia.
- 2013: Llençament del primer producte comercial basat en Li-Fi per part de pureLiFi.
- 2015 i més enllà: Millores en la velocitat de transmissió, seguretat i aplicacions industrials. Diversos experiments a gran escala es realitzen en entorns com aeroports i hospitals.

En l'actualitat, Li-Fi continua en fase d'investigació i desenvolupament, amb diversos equips de treball que busquen millorar la seva eficiència i aplicacions en diferents sectors, amb l'esperança que aquesta tecnologia pugui convertir-se en una alternativa viable i complementària al Wi-Fi tradicional.